# 西科斯基 S-69
西科斯基 S-69（英語：Sirkosky S-69）是一架塞考斯基飛機公司在美國陸軍和NASA資助下，作為驗證推進葉片概念(ABC)而開發的實驗同軸複合直升機，

## 發展
1971年底，陸軍空中機動性研究與開發實驗室(Army Air Mobility Research and Development Laboratory)（後來併入陸軍研究實驗室）授予西科斯基一份開發第一架原型機的合同。S-69 是先進旋翼概念(Advancing Blade Concept)的概念展示機。
第一架S-69(73-21941於1973年7月26日首飛。然而，由於意外的葉片力量和控制系統不足，在1973年8月24日的一次低速飛行中墜毀並嚴重受損。機身隨後改成風洞試驗台，並於1979年在艾姆斯研究中心40x80feet全尺寸風洞中進行了測試。第二架S-69(73-21942)於1975年7月21日首飛。在作為純直升機進行初步測試後，1977年3月增加了兩台輔助渦輪噴氣發動機。作為直升機，S-69(XH-59A)最大水飛行速度為156knots(289km/h;180mph)，開啟輔助渦輪噴氣發動機後，其速度更是達到238knots(441km/h;274mph)，最終俯衝速度達到263knots(487km/h;303mph)。在180knots(333km/h;207mph)水平飛行時，它可以承受1.4g的轉向。然而XH-59A 的振動和油耗水平很高。 
XH-59A的106小時測試計劃於1981年結束。1982年，有人提議將XH-59A升級為具有先進旋翼、新發動機(兩具General Electric T700)和在尾翼配備涵道推進器螺旋槳(ducted pusher propeller)XH-59B。由於西科斯基拒絕支付一部分費用，因此該提議沒有執行。  2007年開始，西科斯基以S-69的Advancing Blade Concept技術為底，開發新一代直升機Sikorsky X2和賽考斯基S-97襲擊者直升機。
前進葉片概念系統由兩個剛性反向旋轉葉片(相距30inches) 組成，並且沒有尾槳。起飛時，藉由主葉片提供升力起飛，因為只要起飛並不用前進，因此抵銷主旋翼產生的反扭矩的尾槳自然就不再需要。 該系統不用因高速而設置機翼 。，而前進由兩台渦輪噴氣發動機提供動力。S-69在對抗側風和順風時具有良好的懸停穩定性。安裝噴射引擎後，因考慮其在近地懸停實場址效應會導致不穩，只能進行短距起降。

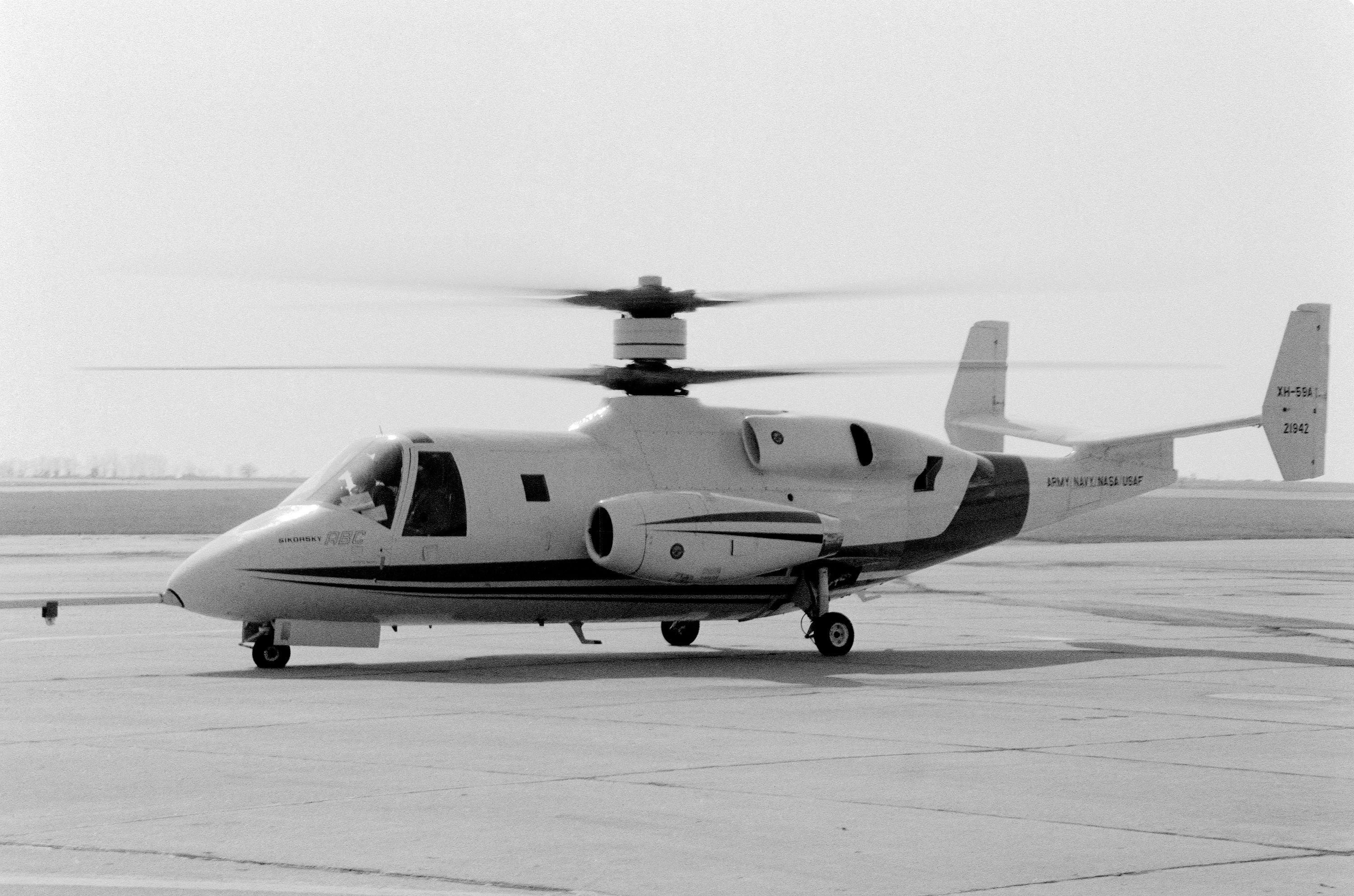

退役後，兩架飛機分別存放於艾姆斯研究中心(編號:73-21941)和美國陸軍航空博物館(編號:73-21942)

## 外部連結
- Global Security.org Sikorsky XH-59 page （页面存档备份，存于）
- Sikorsky X2
- "X2 marks the spot for radical rotor designs" FlightGlobal （页面存档备份，存于）
- Leoni, Ray. The High Speed Helicopter – A New Beginning （页面存档备份，存于） (Sikorsky)